# یواس‌اس هرشاف شماره ۳۰۸ (اس‌پی-۲۲۳۲)
یواس‌اس هرشاف شماره ۳۰۸ (اس‌پی-۲۲۳۲) (به انگلیسی: USS Herreshoff No. 308 (SP-2232)) یک کشتی بود که طول آن ۱۱۲ فوت ۵ اینچ (۳۴٫۲۶ متر) بود. این کشتی در سال ۱۹۱۷ ساخته شد.